# La Résurrection au bord du fleuve
La Résurrection au bord du fleuve est un tableau réalisé par le peintre français Marc Chagall en 1947. Cette huile sur toile représente différents personnages séparés d'un paysage urbain par un cours d'eau, un Christ en croix disposé horizontalement surplombant la scène. Elle est conservée dans une collection privée,.